# Kerkaszentkirály
Kerkaszentkirály (horvátul: Kralevec) község Zala vármegyében, a Letenyei járásban.

## Fekvése
Letenye és Lenti között fekszik, az előbbihez valamivel közelebb, az országhatár mentén, nem messze a magyar-horvát-szlovén hármashatártól, a Mura völgyében. Közigazgatási területén áthalad az M70-es autóút és a 7538-as út is, de lakott területére csak önkormányzati utak vezetnek.

## Közélete

### Polgármesterei
- 1990–1994: Pál Zoltán (független)[4]
- 1994–1998: Pál Zoltán (független)[5]
- 1998–2002: Pál Zoltán (független)[6]
- 2002–2006: Pál Zoltán (független)[7]
- 2006–2010: Pál Zoltán (független)[8]
- 2010–2014: Pál Zoltán (független)[9]
- 2014–2019: Pál Zoltán (független)[10]
- 2019–2024: Pál Zoltán (független)[11]
- 2024– : Völgyi Éva Csilla (független)[1]

## Népesség
A település népességének változása:
| Lakosok száma | 228  | 224  | 215  | 192  | 195  | 189  | 186  |
|               | 2013 | 2014 | 2015 | 2021 | 2022 | 2023 | 2024 |

A 2011-es népszámlálás idején a nemzetiségi megoszlás a következő volt: magyar 97,6%, német 2,4%. A lakosok 86,88%-a római katolikusnak vallotta magát (11,3% nem nyilatkozott).
2022-ben a lakosság 93,3%-a vallotta magát magyarnak, 6,7% németnek, 3,1% egyéb, nem hazai nemzetiségűnek (3,6% nem nyilatkozott; a kettős identitások miatt a végösszeg nagyobb lehet 100%-nál). Vallásuk szerint 60,5% volt római katolikus, 1,5% református, 0,5% egyéb keresztény, 0,5% egyéb katolikus, 4,1% felekezeten kívüli (32,8% nem válaszolt).